# Lista festivalurilor de film din Tunisia
Aceasta este o listă cu festivalurile de film din Tunisia.
| Nume                          | Data desfășurării | Loc   |
| ----------------------------- | ----------------- | ----- |
| Zilele de film ale Cartaginei | o dată la doi ani | Tunis |